# Албърт Парк
Албърт Парк е градска писта за провеждане на автомобилни състезания, намираща се в едноименния парк в град Мелбърн, Австралия. Домакин е на Голямата награда на Австралия от 1996 г.

## История
Пистата Албърт Парк е домакин на Голямата награда на Австралия от 1996 г. До 1995 г. австралийската гран при се провежда в Аделаида. Поради многото остри завои се пораждат притеснения за сигурността на пилотите. След като през 1995 г. Мика Хакинен едва не загива при катастрофа по време на квалификацията, състезанието е изместено в Мелбърн.

## Характеристики
Албърт парк е среднобърза писта с много интензивни спирания. Спирачките са много натоварени.

## Победители във Формула 1
| Година | Пилот              | Конструктор       | Статистика |
| ------ | ------------------ | ----------------- | ---------- |
| 2014   | Нико Росберг       | Мерцедес          | Статистика |
| 2013   | Кими Райконен      | Лотус-Рено        | Статистика |
| 2012   | Дженсън Бътън      | Макларън-Мерцедес | Статистика |
| 2011   | Себастиан Фетел    | Ред Бул-Рено      | Статистика |
| 2010   | Дженсън Бътън      | Макларън-Мерцедес | Статистика |
| 2009   | Дженсън Бътън      | Браун-Мерцедес    | Статистика |
| 2008   | Луис Хамилтън      | Макларън-Мерцедес | Статистика |
| 2007   | Кими Райконен      | Ферари            | Статистика |
| 2006   | Фернандо Алонсо    | Рено              | Статистика |
| 2005   | Джанкарло Фисикела | Рено              | Статистика |
| 2004   | Михаел Шумахер     | Ферари            | Статистика |
| 2003   | Дейвид Култард     | Макларън-Мерцедес | Статистика |
| 2002   | Михаел Шумахер     | Ферари            | Статистика |
| 2001   | Михаел Шумахер     | Ферари            | Статистика |
| 2000   | Михаел Шумахер     | Ферари            | Статистика |
| 1999   | Еди Ървайн         | Ферари            | Статистика |
| 1998   | Мика Хакинен       | Макларън-Мерцедес | Статистика |
| 1997   | Дейвид Култард     | Макларън-Мерцедес | Статистика |
| 1996   | Деймън Хил         | Уилямс-Рено       | Статистика |